# Arte bizantina

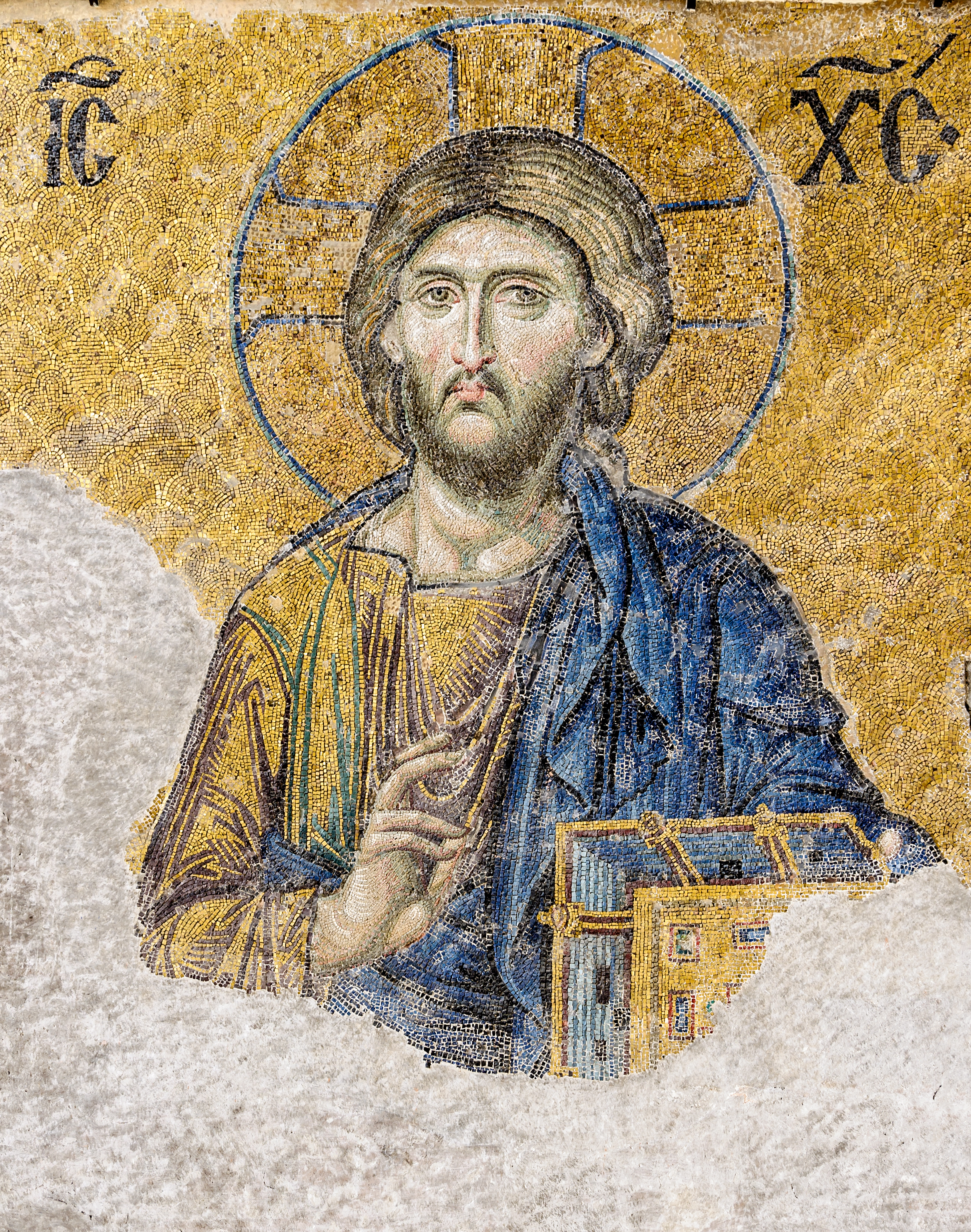
Cristo, Hagia Sophia

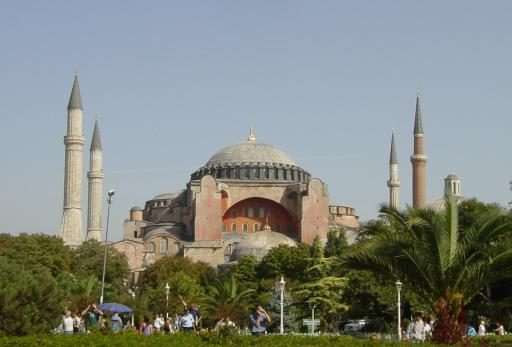
Hagia Sophia ad Istanbul

L'arte bizantina si è sviluppata nell'arco di un millennio, tra il V ed il XV secolo, prima nell'ambito dell'Impero romano, poi di quello bizantino, che ne raccolse l'eredità e di cui Costantinopoli fu capitale. 
Le caratteristiche più evidenti dei canoni dell'arte bizantina sono la religiosità, l'anti-plasticità e l'anti-naturalismo, intese come appiattimento e stilizzazione delle figure, volte a rendere una maggiore monumentalità ed un'astrazione soprannaturale (smaterializzazione dell'immagine). Infatti il gusto principale dell'arte bizantina è stato quello di descrivere le aspirazioni dell'uomo verso il divino. L'arte bizantina ha comunque avuto espressioni stilistiche molto diverse fra di loro nei suoi oltre mille anni di vita, ma nell'Impero d'Oriente l'arte rimase quasi invariata.

## Storia
La storia dell'arte bizantina può essere divisa in:
1. un primo periodo paleobizantino, dalla fondazione di Costantinopoli al VI secolo, nel quale inizialmente assorbe la produzione artistica di Roma, Alessandria d'Egitto, Efeso e Antiochia, ossia il linguaggio artistico dell'antichità, per elaborarlo e trasformarlo in un genere adatto soprattutto al suo mondo spirituale ma anche a quello imperiale.[1]
2. Al primo periodo di formazione segue un secondo periodo denominato "prima età d'oro" (VI secolo), nel quale l'espressione artistica raggiunge alti livelli di qualità e produce capolavori.
3. La terza fase è rappresentata da un periodo di involuzione che parte dal VII secolo e prosegue durante l'intera lotta iconoclastica (726-843)
4. segue il periodo della cosiddetta Rinascenza macedone (IX-XI secolo), nel quale si recuperano modi espressivi dell'arte ellenistica oltre ad una certa vivacità e floridezza complessiva che si protrae e si innalza ulteriormente nel seguente periodo
5. comneno (XII secolo), con un'arte di tipo linearistico, di notevole fioritura artistica da imporsi, per la sua eleganza e raffinatezza, su tutta l'arte europea dando vita ad una "seconda età dell'oro", che arriva fino alla caduta di Costantinopoli sotto i Latini (1204).
6. Con la ripresa bizantina della capitale (1261) si ha l'ultimo periodo di fioritura con l'arte paleologa (detta anche Rinascenza paleologa, per il nuovo recupero dell'arte ellenistica), fino alla definitiva caduta della capitale sotto Maometto II nel 1453.

L'arte bizantina, con la sua ieraticità e il suo carattere a-spaziale, si richiama evidentemente al misticismo del cristianesimo diffuso nell'Impero Bizantino dell'epoca (ispirato a Origene) ed è «coerente con il pensiero del tempo, in gran parte caratterizzato dal neoplatonismo: la tecnica musiva è propriamente il processo del riscatto dalla condizione di opacità a quella, spirituale, della trasparenza, della luce, dello spazio». L'arte bizantina mira quindi al superamento dei limiti fisici della realtà proiettandosi nella luce del divino, in una dimensione profondamente spirituale ed escatologica.

## Costantinopoli

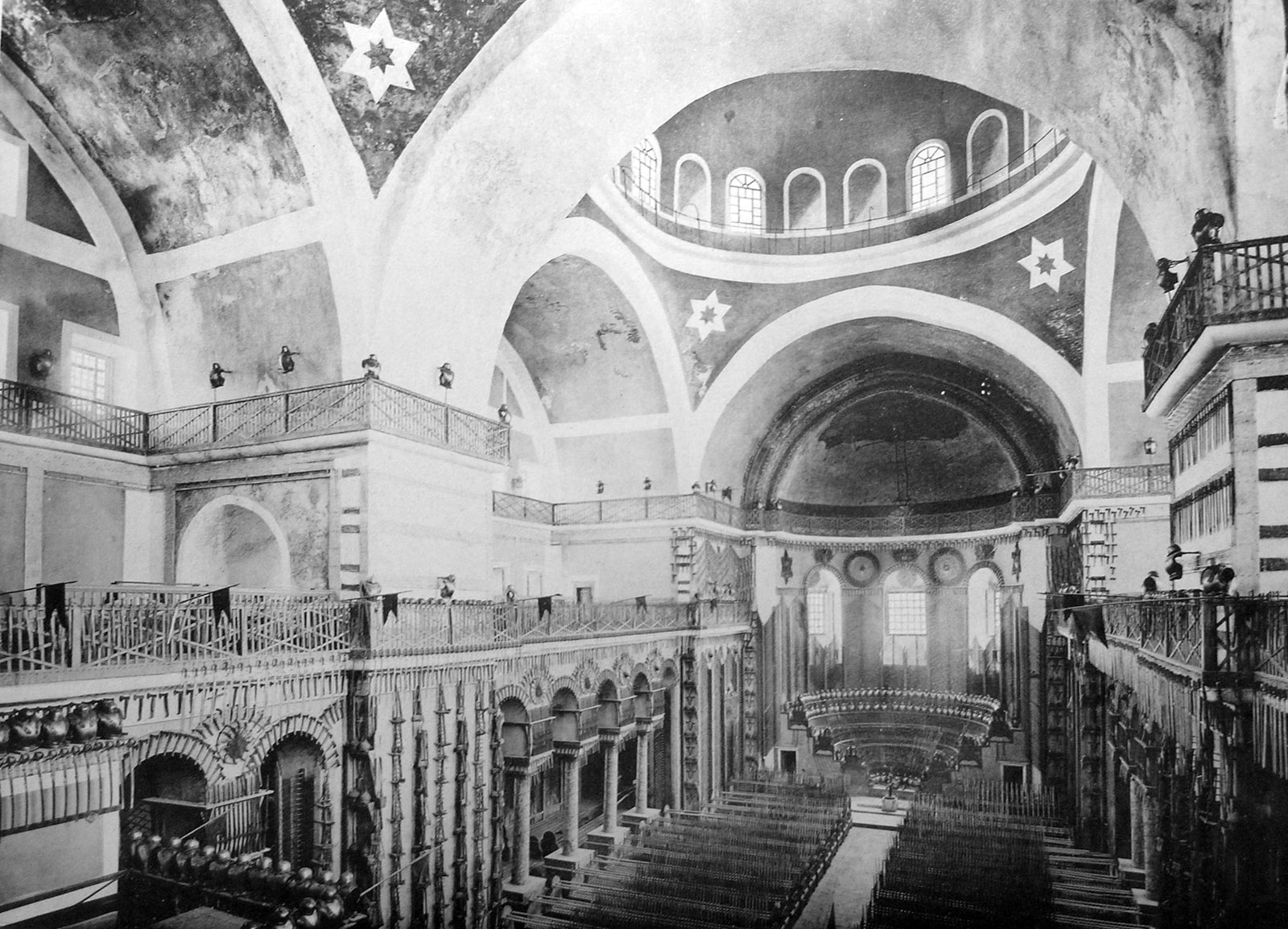
Interno della chiesa di Santa Irene, Costantinopoli.

Dopo la fondazione della nuova capitale da parte di Costantino I (306-337) nel 330, iniziò un complesso programma di costruzione incentrato a legare indissolubilmente la nuova città monumentale con il nome del suo fondatore. L'unico monumento superstite dell'epoca di Costantino è l'Ippodromo, monumentale arena per i giochi che aveva anche la funzione di permettere l'"epifania" dell'Imperatore, che si mostrava nella sua tribuna circondato dagli attributi del suo potere e veniva acclamato dal popolo in una visione che doveva sembrare divina.
Con Teodosio II (408-450) vi fu un considerevole ampliamento della città, testimoniato da un vigoroso sviluppo urbano che indusse l'Imperatore a far costruire una nuova cinta muraria che da lui prese il nome. Ma fu solo in epoca giustinianea (VI secolo) che Costantinopoli acquisì quelle caratteristiche monumentali che ne fecero la più splendida città allora conosciuta, soppiantando definitivamente in ricchezza e popolazione i più ricchi e antichi centri urbani del Mediterraneo orientale (Alessandria, Antiochia) e la stessa Roma, la cui popolazione si era ridotta, a seguito delle invasioni barbariche e delle guerre gotiche a poche decine di migliaia di anime.
Durante il regno di Giustiniano furono infatti edificati alcuni dei monumenti più famosi di Costantinopoli, come la magnifica Hagia Sophia, chiesa della Santa Sapienza, ricostruita in seguito a un incendio nelle forme monumentali date dalla maestosa cupola che irradia di una luce quasi ultraterrena il vastissimo spazio dell'aula a base centrale della basilica. Altre opere dell'epoca di Giustiniano sono la Santa Irene, la chiesa dei Santi Sergio e Bacco, la ricostruzione della chiesa dei Santi Apostoli.
La capitale si affermò presto come centro di irradiazione artistica in tutti i campi, grazie al convergere di artisti provenienti da tutto l'impero, che poi riportavano nelle province le novità apprese.
A causa delle distruzioni di opere per eventi bellici e naturali nei territori dell'Impero e in particolare nella stessa Costantinopoli, alcuni dei migliori documenti di arte bizantina si trovano in altre aree toccate dall'influenza della Seconda Roma quali l'Italia, la Grecia, i Balcani e, forse in minor misura, in Russia ed Ucraina.

## Ravenna

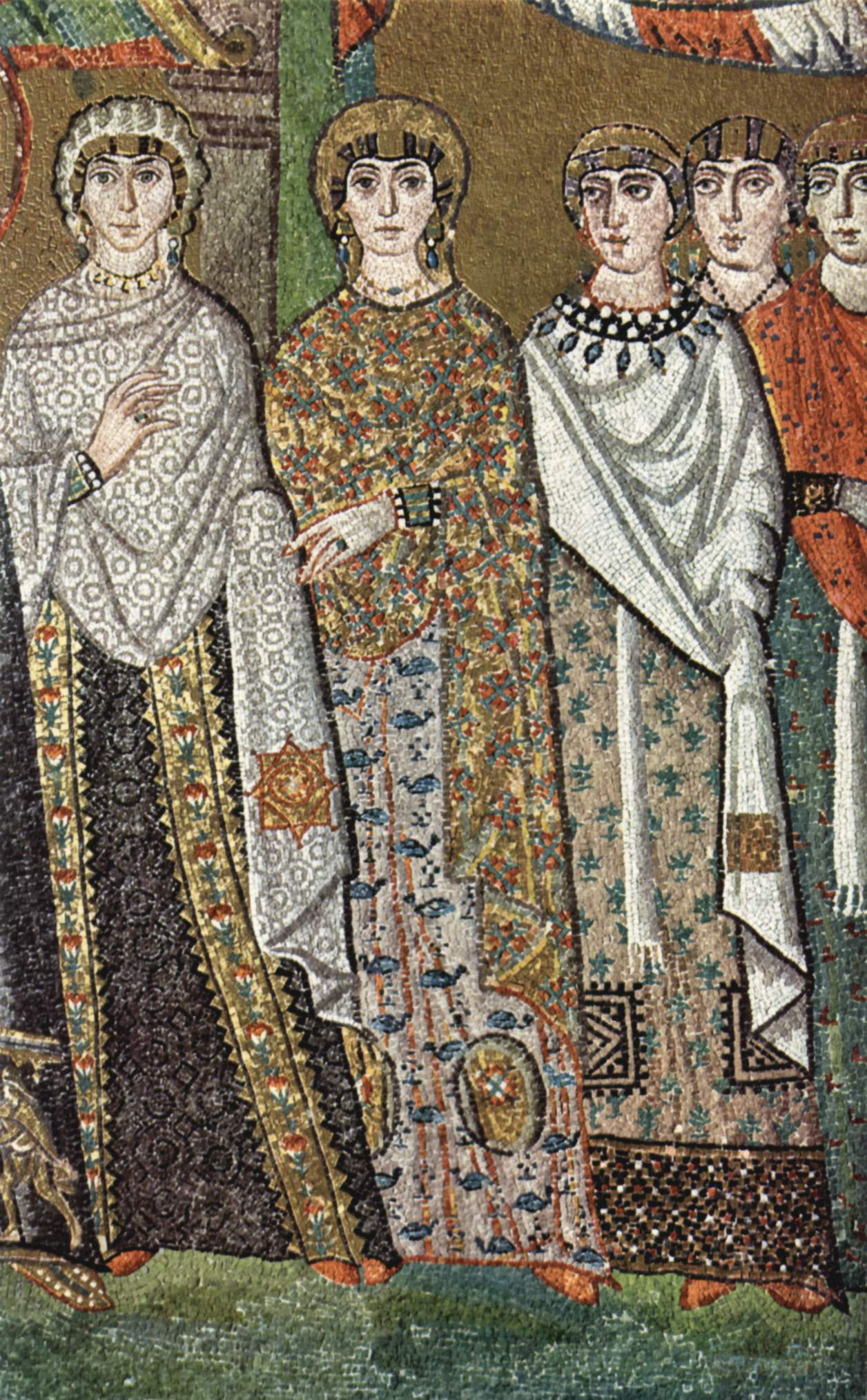
Mosaici di San Vitale, Ravenna

A Ravenna si sono conservati i migliori mosaici risalenti all'epoca di Giustiniano I (527-565), grazie al programma celebrativo iniziato dal vescovo Massimiano a partire dal 560 circa. Specialmente nella Basilica di San Vitale, a base ottagonale con sorprendenti analogie con la chiesa dei Santi Sergio e Bacco a Costantinopoli, tanto da aver fatto pensare alla mano dello stesso architetto, ha un interno sontuosamente decorato, con marmi policromi, stucchi, capitelli e pulvini scolpiti, ma soprattutto da celeberrimi mosaici, dove è celebrata l'epifania di Giustiniano e dell'Imperatrice Teodora, ciascuno accompagnato dai personaggi della corte, tutto lo sfarzo che richiedeva il loro status politico e religioso.
L'arte bizantina si staccò dalla precedente arte paleocristiana per la maggiore monumentalità delle figure, che penalizzò però la resa dei volumi e dello spazio: i corpi sono assolutamente bidimensionali e stereotipati, e solo nei volti regali si nota uno sforzo verso il realismo, nonostante l'idealizzato ruolo semidivino sottolineato dalle aureole. Non esiste prospettiva spaziale, tanto che i vari personaggi sono su un unico piano, immersi nel fondo oro che dà loro una consistenza ultraterrena. 
Dello stesso periodo è anche la serie di Martiri e Vergini nella chiesa di Sant'Apollinare Nuovo, dove sono ormai ben chiari gli elementi dell'arte bizantina: 
- la ripetitività dei gesti,
- la preziosità degli abiti,
- la mancanza di volume (con il conseguente appiattimento o bidimensionalità delle figure),
- l'assoluta frontalità,
- l'isocefalia,
- la fissità degli sguardi e la ieraticità delle espressioni;
- la quasi monocromia degli sfondi (in abbacinante oro),
- l'impiego degli elementi vegetali a scopo puramente riempitivo e ornamentale,
- la mancanza di un piano d'appoggio per le figure che, pertanto, appaiono sospese come fluttuanti nello spazio.

Chiusero la stagione dell'arte ravennate i mosaici di Sant'Apollinare in Classe, dove la rappresentazione è ormai dominata dal simbolismo più puro, ormai staccato completamente da qualsiasi esigenza naturalistica di stampo classico.
Infatti lo spazio cristiano ha innanzitutto una dimensione trascendente, intrisa di luce, perciò l'arte figurativa mirava a suggerire la realtà immateriale, derivante dal superamento dei limiti fisici della tangibile tridimensionalità, nella costante aspirazione alla dimensione puramente spirituale.

## Roma

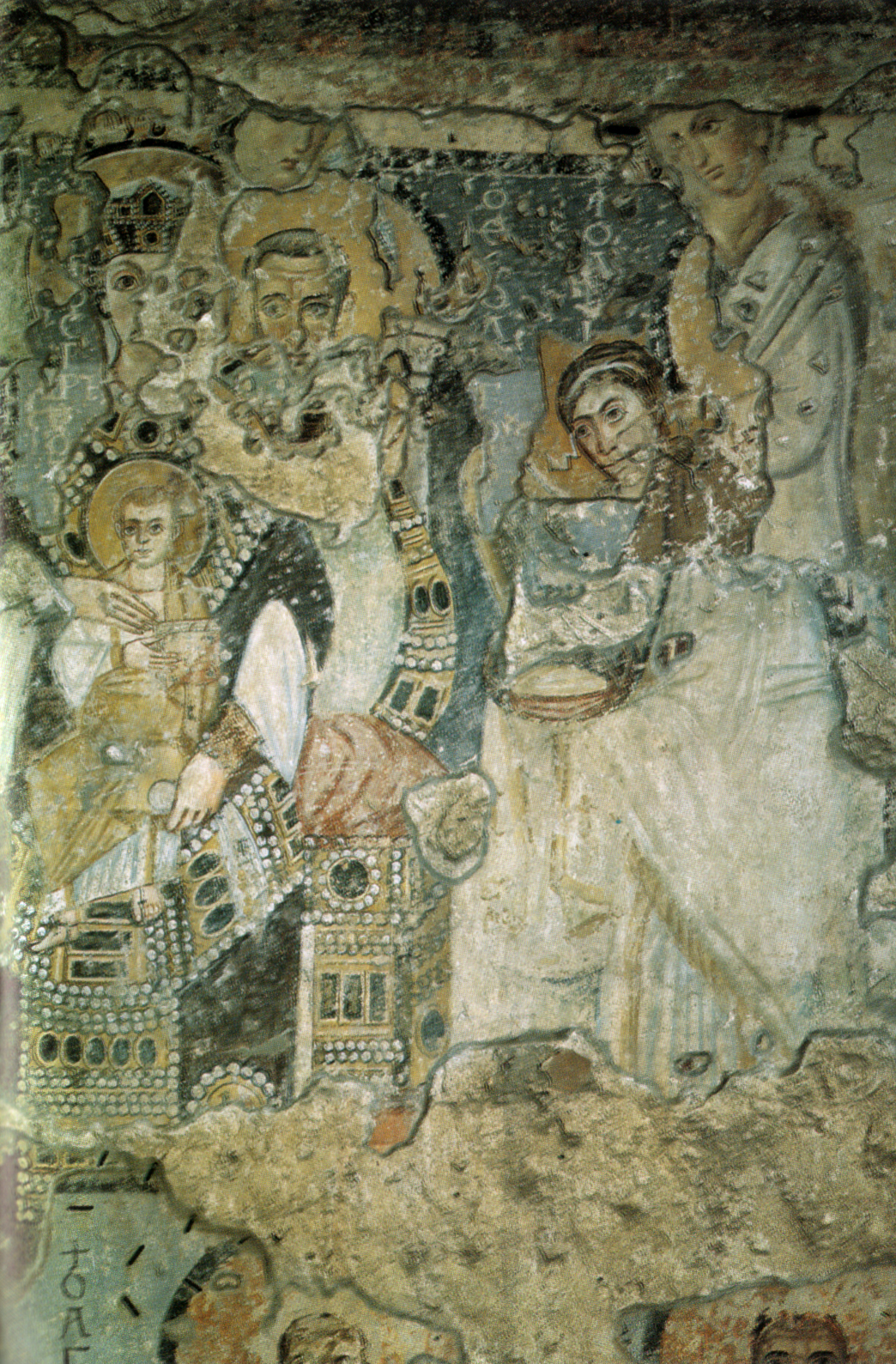
Strati sovrapposti (1º e 2º), Santa Maria Antiqua, Roma

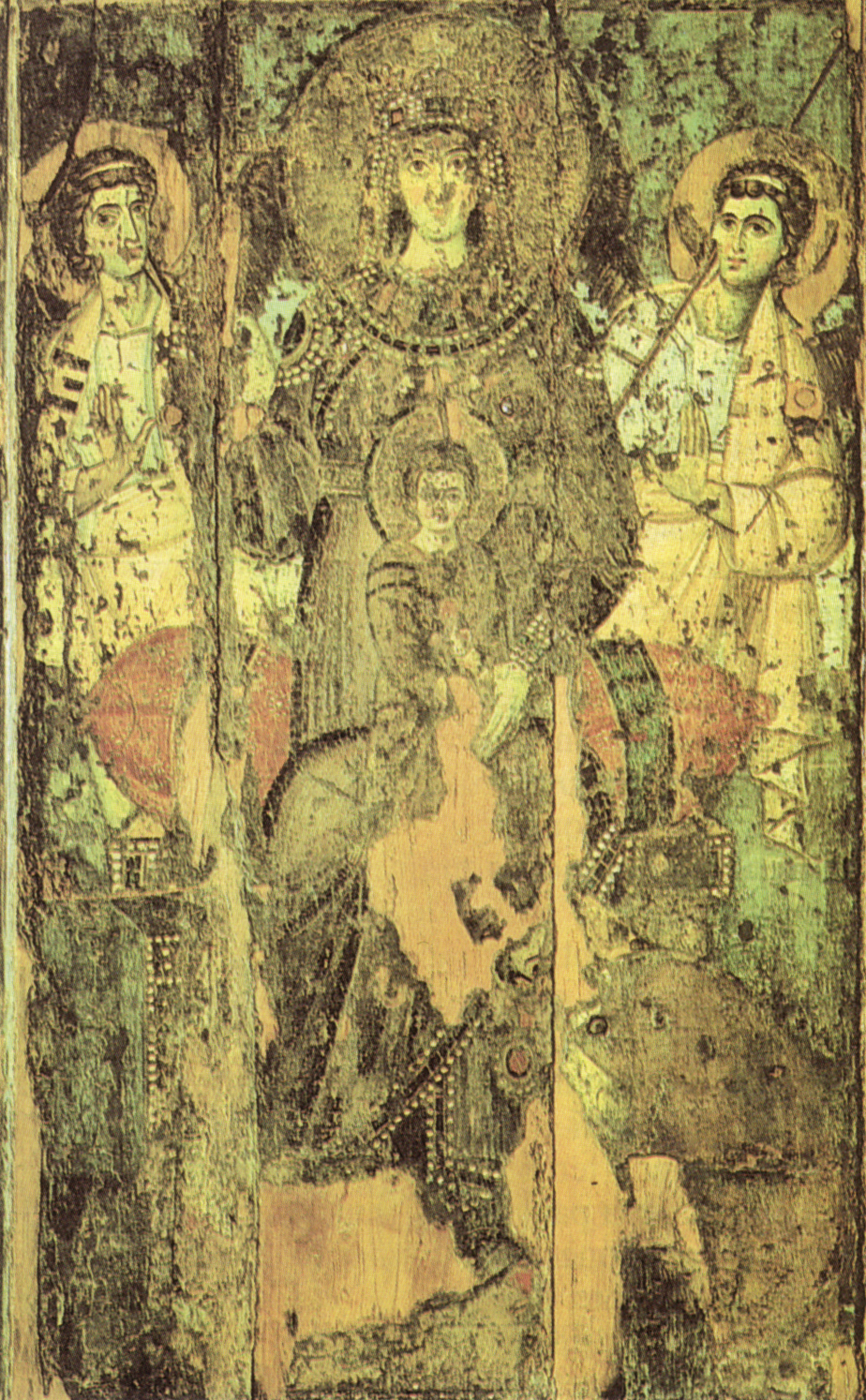
Madonna Theotokòs, Santa Maria in Trastevere, Roma

Durante l'epoca di Teodorico, dal 493 al 526, Roma visse un periodo di pace, governata dal cancelliere Cassiodoro, mentre il Re risiedeva a Ravenna. Mentre i monumenti cittadini subivano un inesorabile e irrimediabile degrado, tanto da alimentare un mito nostalgico dell'antica Roma (Teodorico stesso si fece mandare colonne e marmi dei palazzi imperiali). Di rilievo fu l'iniziativa di Papa Felice IV (526-530), che decise di rompere la stasi facendo edificare una chiesa nel centro del foro romano, la Chiesa dei Santi Cosma e Damiano, tramite il riutilizzo di parti di edifici preesistenti quali la sala delle udienze e la biblioteca del Tempio della Pace e il vestibolo di Massenzio. Si trattava di una rottura della stasi edilizia nel Foro durata più di due secoli e sanciva la continuità tra tradizione classica e cristianesimo in un luogo altamente simbolico.
Il grande mosaico del catino absidale rappresenta Cristo tra i Santi Cosma e Damiano e rispetto al mosaico di Santa Pudenziana (fine del IV, inizio del V secolo) mostra il passaggio a una rappresentazione più irreale, simbolica e soprannaturale, con il Cristo nell'atto di scendere da una cortina di nuvole infocate disposte in scorcio, che forma un rigido schema triangolare, come se stesse dirigendosi verso l'osservatore. La scena rappresentata è quella della Parusia, cioè la seconda venuta di Cristo profetizzata nell'Apocalisse di Giovanni. È un tema che molta influenza ebbe nella successiva decorazione musiva delle chiese romane specie durante la cosiddetta rinascenza carolingia dove il tema della parusia (e in generale la profezia apocalittica) fu ampiamente ripreso: si veda in particolare il ciclo musivo di Santa Prassede. In ogni caso il mosaico di Cosma e Damiano, coerentemente al fatto che a Roma la tradizione classica offriva ancora modelli su cui confrontarsi, mostra un senso plastico ed una caratterizzazione delle figure più sviluppati dei coevi mosaici bizantini. In questo senso è da notare anche il fatto che sono rappresentate anche le ombre proiettate dalle figure, particolare che scompare nei mosaici romani posteriori,
mentre lo sfondo è blu cobalto non in oro. 
Dopo la conquista di Roma durante le guerre gotiche (552), la città toccò il minimo storico di abitanti (30.000), entrando nel periodo più buio della sua storia. Inizialmente i bizantini si preoccuparono di restaurare le opere pubbliche di necessità immediata, quali mura, acquedotti, e ponti legati alle vie consolari. La cristianizzazione del centro proseguì con l'apertura di chiese in edifici pubblici o la riconversione di templi come il Pantheon, consacrato nel 609, o il Tempio della Fortuna Virile, divenuto tra l'872 e l'882 chiesa di Santa Maria in Gradellis. Dall'aula di rappresentanza dei palazzi imperiali venne ricavata la chiesa di Santa Maria Antiqua, coperta da una frana nell'847 e riscoperta solo nel Novecento, con importante tracce di un ciclo di affreschi databile con notevole precisione (grazie ad iscrizione ed altre fonti) a quattro interventi diversi:
1. Il primo è quello della Madonna col bambino tra angeli nella nicchia centrale, dipinta subito dopo la conquista bizantina, quasi a sottolineare il cambio di destinazione del palazzo, che presenta la marcata frontalità "iconica" tipicamente bizantina.
2. Il secondo è quello dell'Annunciazione, di mano di un artista più raffinato e più attento agli effetti della luce, e risale al 565-578, quando l'aula venne destinata a cappella palatina.
3. Il terzo risale al 650 circa, con le tracce sulla parete palinsesto (Santi Basilio e Giovanni e altri frammenti).
4. Il quarto coincide con il pontificato del papa greco Giovanni VII (705-707), ed è rappresentato dall'immagine di San Gregorio Nazianzeno nell'abside ed altre scene nel presbiterio, con uno stile così vicino all'arte bizantina da aver fatto pensare ad artisti provenienti da Costantinopoli.

Se fino alla fine del V secolo l'arte romana (soprattutto paleocristiana) seguì uno sviluppo autonomo, costituendo semmai essa stessa un modello, per molti artisti bizantini, a partire dal VI secolo a seguito della liberazione giustinianea della città dal giogo gotico e ancor più nei due secoli successivi, conviveranno nella Città eterna sia influssi strettamente romano-orientali, sia stimoli verso il classicismo. Se il mosaico del catino absidale di Sant'Agnese fuori le mura (625-638) presenta tre figure isolate, altamente simboliche e immateriali, circondate da un abbagliante fondo oro, gli affreschi della Cappella di Teodoto (un alto funzionario) presso Santa Maria Antiqua mostrano influenze dalla Siria e dalla Palestina, con un uso semplice del colore e del disegno, ma altamente efficace. 
Nello stesso arco di tempo si colloca la decorazione della cappella di San Venanzio (databile alla metà del settimo secolo) presso il Battistero Laterano. La cappella mostra richiami alla decorazione della Basilica di San Vitale a Ravenna, specie nella disposizione paratattica del corteo di santi, affine alla celeberrima rappresentazione della corte di Giustiniano. Altro elemento bizantino è la rappresentazione nel catino della Vergine orante del tipo iconografico della Aghiosoritissa. 
Ci restano di quel periodo anche una serie di icone sparse in varie chiese: una Madonna al Pantheon datata 609, o la Madonna Theotokòs di Santa Maria in Trastevere (datazione incerta tra il VI e l'VIII secolo) con una rigida frontalità e colori smaglianti messi in relazione con il primo strato di affreschi di Santa Maria Antiqua.

## Mosaici

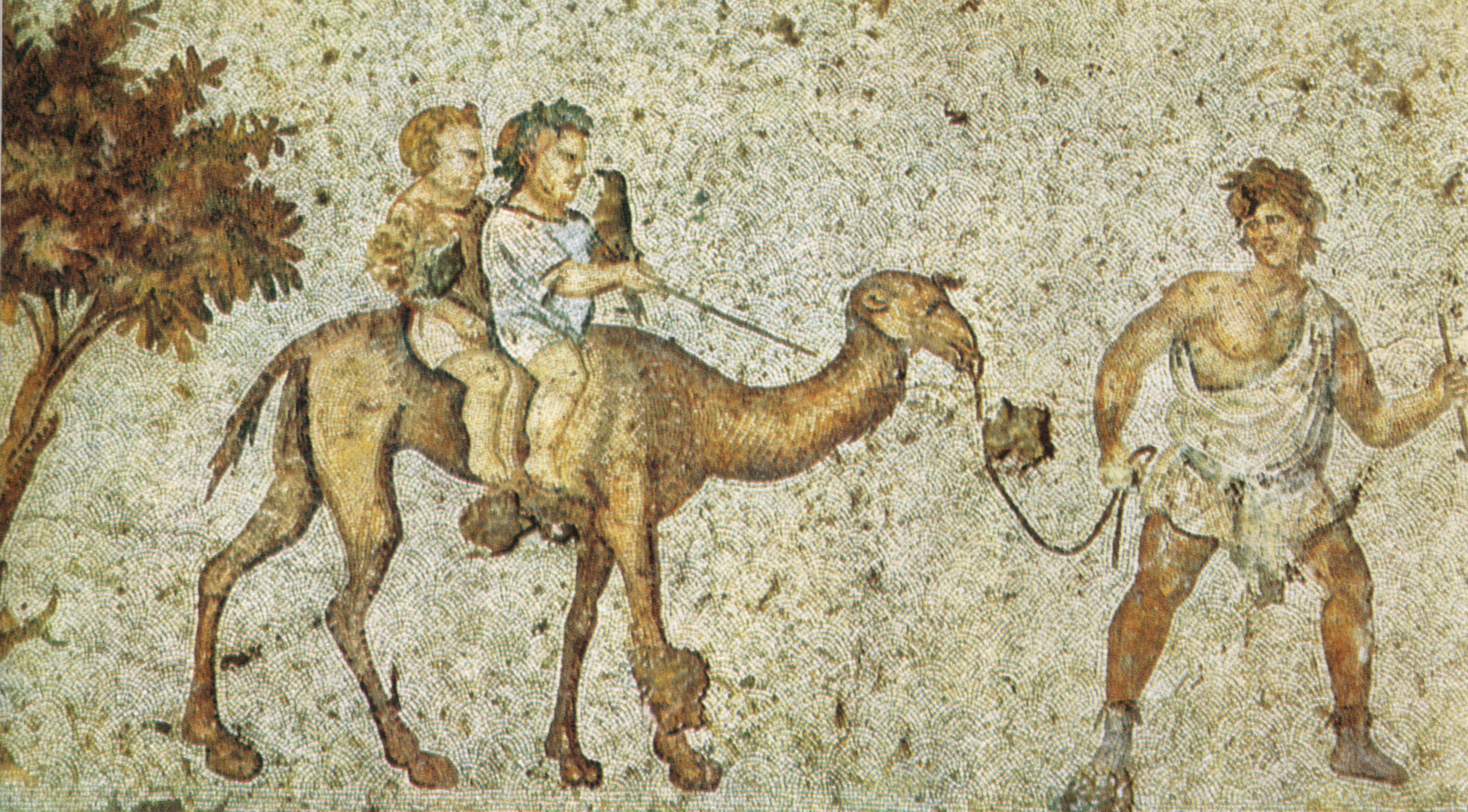
Mosaico con giochi di bambini dal Gran Palazzo di Costantinopoli (V secolo)

Il mosaico ricoprì un'importanza fondamentale all'interno dell'arte bizantina, come l'aveva avuta nel mondo romano-imperiale di espressione latina, poiché l'utilizzo di tessere vitree policrome risultò essere uno strumento ideale per soddisfare le esigenze espressive di carattere visivo con contenuti artistici. Senza nulla togliere ai centri musivi storici, come Roma, Ravenna, Tessalonica, Napoli, e Milano, indubbiamente a Costantinopoli dal VI secolo il mosaico assurse al ruolo di arte per eccellenza e proprio lì assunse particolari caratteristiche. 
Mirabile testimonianza della magnificenza dell'arte musiva bizantina del VI secolo si osserva nella Basilica di San Vitale a Ravenna.
Uno degli elementi preminenti del mosaico bizantino fu la lirica della luce, attraverso la quale gli artisti proiettarono le loro immagini fantasiose in una dimensione astratta e ultrasensibile, ancorandosi ad una realtà trascendente.
Mentre lo spazio tese a dilatarsi, le figure umane o spirituali invece si convertirono in immagini immateriali, povere di plasticità e dinamismo bensì ricche di colori. Se nei primi secoli di sviluppo le finalità narrative furono preminenti, dopo il IX secolo invece le figurazioni rappresentarono concetti religiosi e dogmatici, correlati alla redenzione. La distribuzione tipica dei mosaici nei luoghi di culto consistette nella raffigurazione di Cristo Pantocratore attorniato dagli angeli nella cupola, qui vista come luogo celestiale, mentre agli Evangelisti spettò un posto nei pennacchi, la Madonna nell'abside, in questo caso rappresentativo della mediazione fra la sfera celeste e quella terrena, infine nelle navate vennero elencati gli avvenimenti evangelici fondamentali.

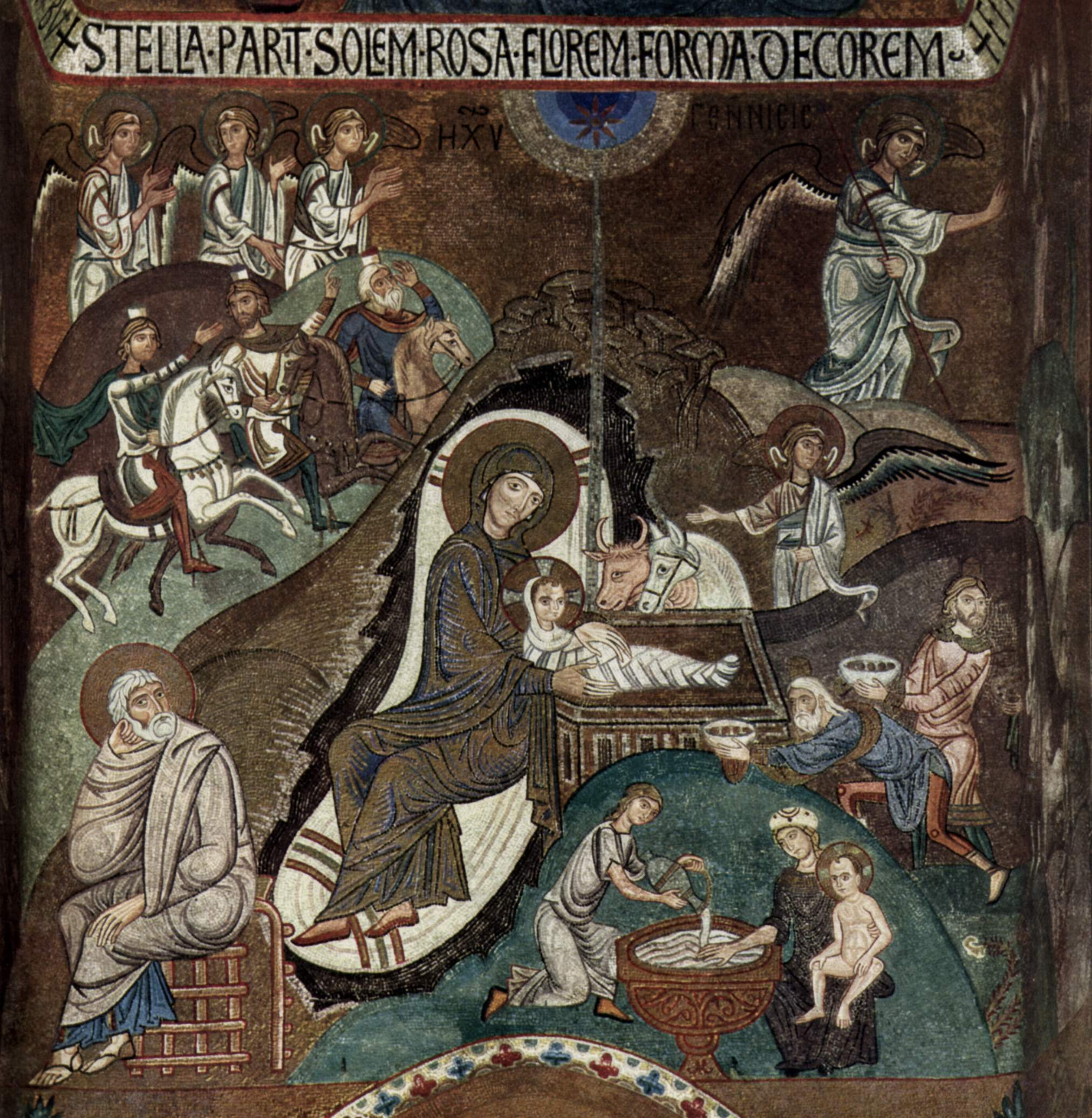
Cappella Palatina, Palermo, Natività (XII secolo)

In realtà il mosaico, arte imperiale per eccellenza, fu sostanzialmente una costante dell'arte bizantina e le (relativamente) molte testimonianze che ce ne restano ci dimostrano come questa tecnica decorativa (sia pure in modo non lineare) si dipanò lungo i secoli.
In questo senso vanno senz'altro citati i cicli musivi veneziani e siciliani (avviati nel XII secolo) unanimemente attribuiti (almeno per le fasi iniziali) a maestranze direttamente chiamate da Costantinopoli. Tra gli altri mosaici sopravvissuti nel tempo si annoverano la Pietà presso Santa Sofia di Costantinopoli (XII secolo), il San Giorgio conservato al Louvre (XII secolo), quelli conservati e del periodo iconoclastico quelli di Santa Irene a Costantinopoli oltre alle raffigurazioni della moschea di Omar a Gerusalemme.
Infine, nel XIV secolo il mosaico bizantino conobbe un ultimo periodo di rifioritura e di innovazione ed infatti le sue caratteristiche evidenziarono colori più brillanti, atteggiamenti più umani e una delicata intimità. Risalgono a quest'epoca i mosaici della chiesa di San Salvatore in Chora, a Costantinopoli.

## Pittura

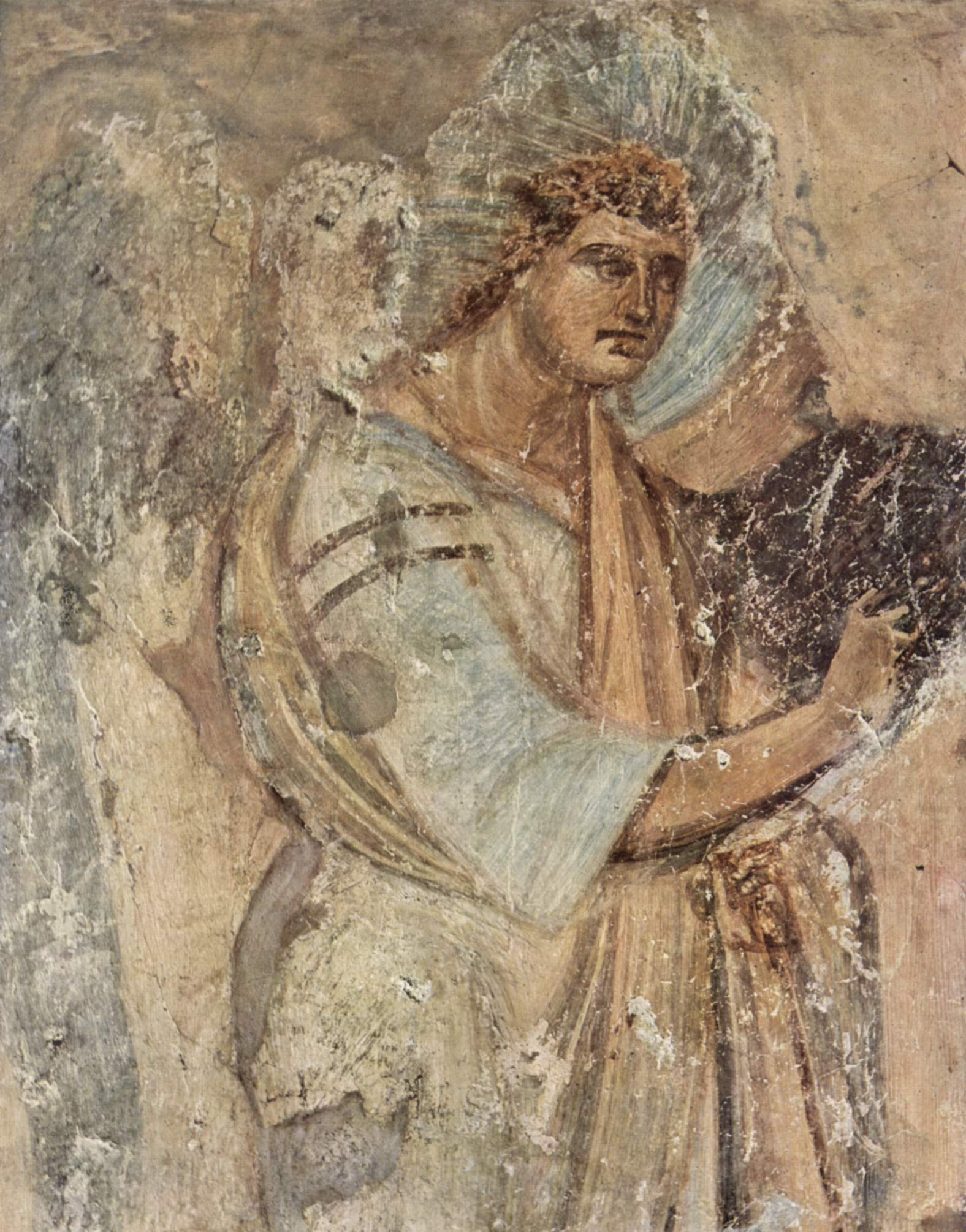
Angelo Gabriele, affresco dell'VIII secolo dalla navata centrale della chiesa di Santa Maria Antiqua a Roma.

Nella pittura ad affresco si riscontrano gli stessi caratteri ed elementi dell'arte musiva. La pittura bizantina trae origine dalla grande tradizione classico-ellenistica (anche attraverso gli apporti delle province mediorientali dell'Impero che tale tradizione rielaborano peculiarmente), ma ne rivede e ne “corregge” gli elementi di fondo per fare fronte alle nuove esigenze religiose, spingendosi verso una intima spiritualità che predilige la prospettiva frontale a quella verticale, in grado di dilatare l'estensione del colore limitando le oscillazioni cromatiche; inoltre schematizza le forme e le figure donando fissità espressiva degli sguardi e intensificando la simbolicità della narrazione.
Purtroppo nessuna opera risalente al primo periodo bizantino è sopravvissuta, mentre dell'VIII secolo è rimasto qualche affresco nelle catacombe romane e nella chiesa di San Demetrio a Salonicco. Di notevole valore storico-artistico sono gli affreschi delle chiese rupestri in Cappadocia, quelli di arte monastica del X-XI secolo in Anatolia, quelli greci (XI secolo) a Salonicco, a Kastoria e a Focide, così come le pitture nelle chiese di Bachkovo in Bulgaria e a Santa Sofia di Kiev risalenti al XII secolo. Certamente degni di menzione poi sono gli affreschi ciprioti, tra i quali spiccano quelli della piccola chiesa della Panagia Phorbiotissa ad Asinou (XII secolo). In Italia affreschi bizantini si trovano nelle chiese rupestri soprattutto nelle regioni meridionali (Puglia e Basilicata) ad opera di monaci dell'Asia Minore che fuggivano dall'iconoclastia a dalla successiva invasione dei turchi musulmani.

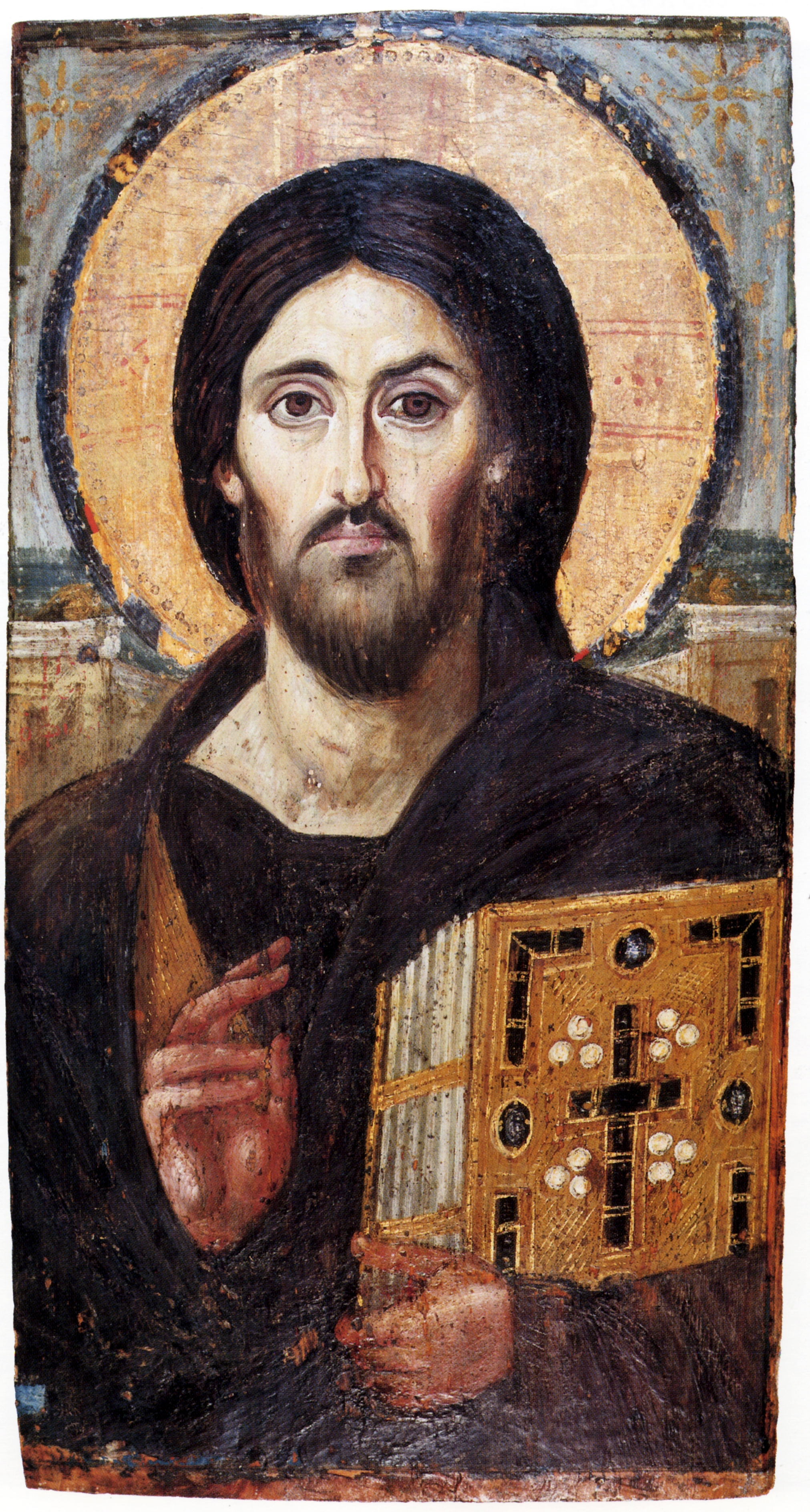
Monastero di Santa Caterina sul Sinai, Egitto, Cristo Pantocratore (VI secolo)

Per quanto riguarda i due secoli seguenti, si impongono per raffinatezza e delicatezza cromatica gli affreschi nel territorio della ex Iugoslavia, massima testimonianza pervenutaci della cosiddetta rinascenza paleologa, probabilmente gravidi, secondo i più recenti indirizzi di ricerca, di conseguenze sullo sviluppo dell'arte italiana della seconda metà del XIII secolo. Si ricordano anche le opere del XIV secolo conservate nelle chiese cretesi, rumene ad Argeș, russe a Novgorod dove operò in questo periodo il grande pittore greco Teofane, maestro di Andrej Rublëv. 
Oltre alla pittura monumentale, un capitolo di fondamentale importanza nell'ambito della pittura bizantina è costituito dalle icone: rappresentazioni di Gesù, della Vergine, di santi, delle Dodici Feste della Cristianità ortodossa. Le tecniche di produzione delle icone possono essere le più varie (encausto, tempera, mosaico, su tavola o su muro) e nel mondo bizantino ebbero (e tuttora hanno nel mondo ortodosso) un alto e complesso significato religioso, cui, fino alla caduta dell'Impero si associava anche un significato civile: alcune icone assursero a palladio dello stato bizantino.
Dal punto di vista strettamente artistico ebbero grandi implicazioni su molte aree soggette all'influenza politica e culturale dell'Impero di Bisanzio, e ciò anche per la notevole facilità di spostamento di questi manufatti (si è già ricordata la significativa presenza di antiche icone a Roma). La stessa ripresa della pittura su tavola in ambito occidentale (utilizzata nel modo antico, ma che scompare nell'alto Medioevo d'Occidente a vantaggio della pittura murale e della miniatura), pittura su tavola che tanta parte avrà nell'arte europea, ed italiana in specie, dal XII secolo in avanti, è debitrice al costante esempio dell'icona. Secondo alcune prospettazioni (O. Demus) produzioni fondamentali dell'arte occidentale, quali la pala d'altare e poi il polittico, altro non sono che adattamenti delle icone alla diversa struttura delle chiese d'Occidente (spesso prive di iconostasi) e alla diversa liturgia. Una delle più straordinarie raccolte di icone (molte delle quali di paternità direttamente costantinopolitana) è conservata oggi presso il monastero di Santa Caterina sul Monte Sinai, nel territorio dell'attuale Egitto. Qui si conservano icone antichissime come il celeberrimo Cristo Pantocratore, risalente al VI secolo.

### Miniatura
Di pregevole qualità sono anche le miniature dei manoscritti. Le miniature più antiche rivelano tendenze orientaleggianti ed elleniche, mentre le più recenti evidenziano una tendenza cattedratica legata agli scriptoria di Costantinopoli oltre ad una popolare manifestata dalla ricchezza ornamentale. I manoscritti più diffusi sono i salteri, come quello Khludov di Mosca e di San Giovanni a Costantinopoli; di pregevole fattura sono anche gli omeliari, come i Coislin 79 descriventi le omelie di San Giovanni Crisostomo, gli Ottateuchi che comprendono i primi 8 libri della Bibbia, gli Evangeliari e i Menologi che illustrano le vite dei Santi.
Tra i manoscritti miniati di particolare importanza vi è il Codex Purpureus Rossanensis, un prezioso evangelario del VI secolo, custodito a Rossano in Calabria.

## Le arti plastiche: scultura e arti suntuarie

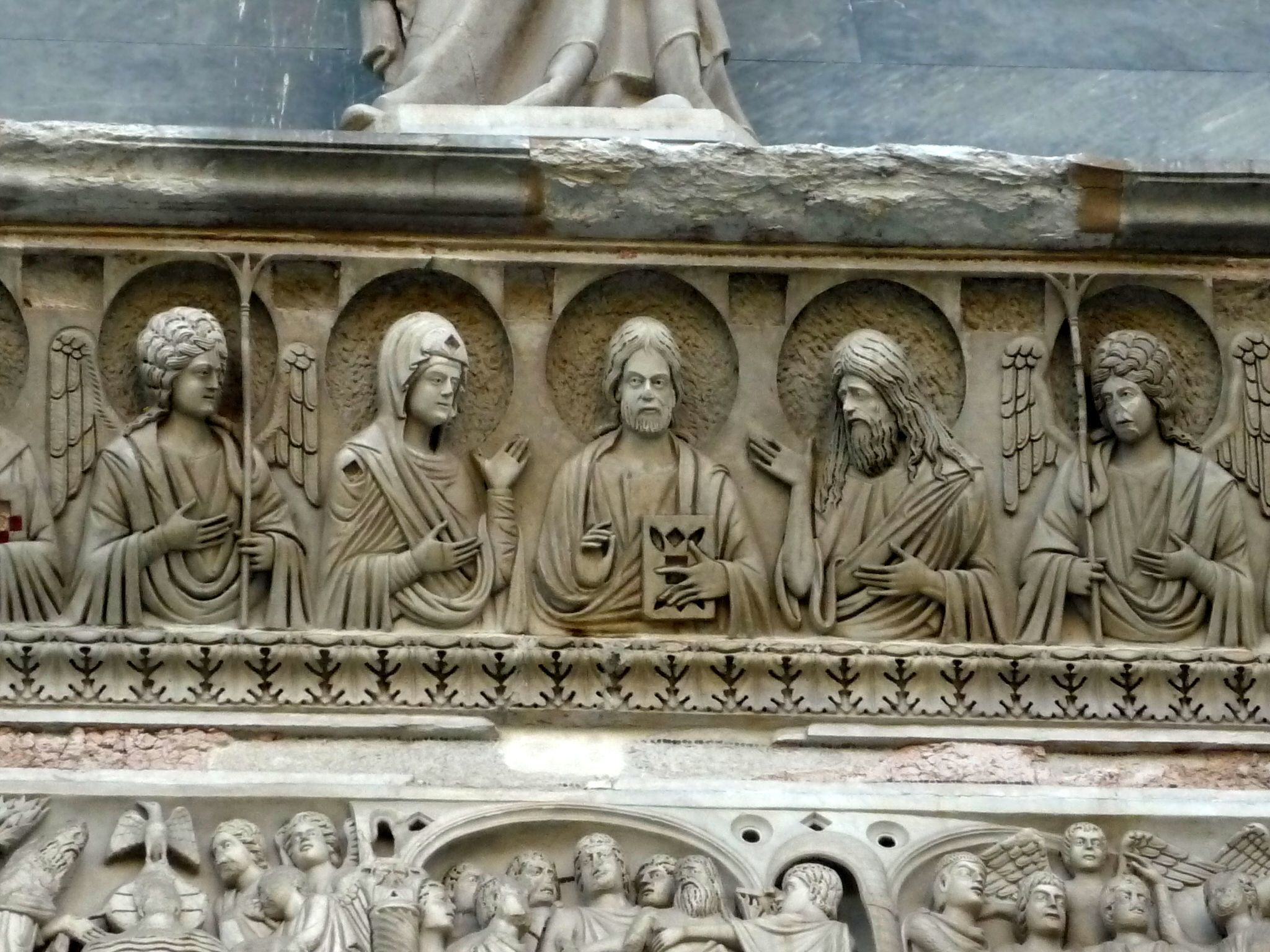
Pisa, Deesis, Portale del Battistero XIII secolo.

Se la pittura e l'arte del mosaico ebbero un ruolo centrale nell'arte bizantina, lo stesso non può dirsi della scultura lapidea a tutto tondo, rarissima. In particolare, a differenza di quanto non si osserva in Occidente, la scultura non si emancipò dalla funzione decorativa architettonica. 
Forse in questo fenomeno giocò un ruolo la diffidenza della cultura religiosa orientale verso la raffigurazione tridimensionale del sacro, associata al paganesimo a causa del grande numero di statue classiche accumulatosi a Costantinopoli. Del resto, il ponderoso corpus teologale sviluppato sulla liceità e sul valore della rappresentazione sacra - elaborato dalle correnti iconodule nella disputa contro l'iconoclasmo - si occupa essenzialmente della produzione pittorica. 
Ciò non di meno, la scultura era coltivata e i risultati qualitativi raggiunti furono molto elevati.

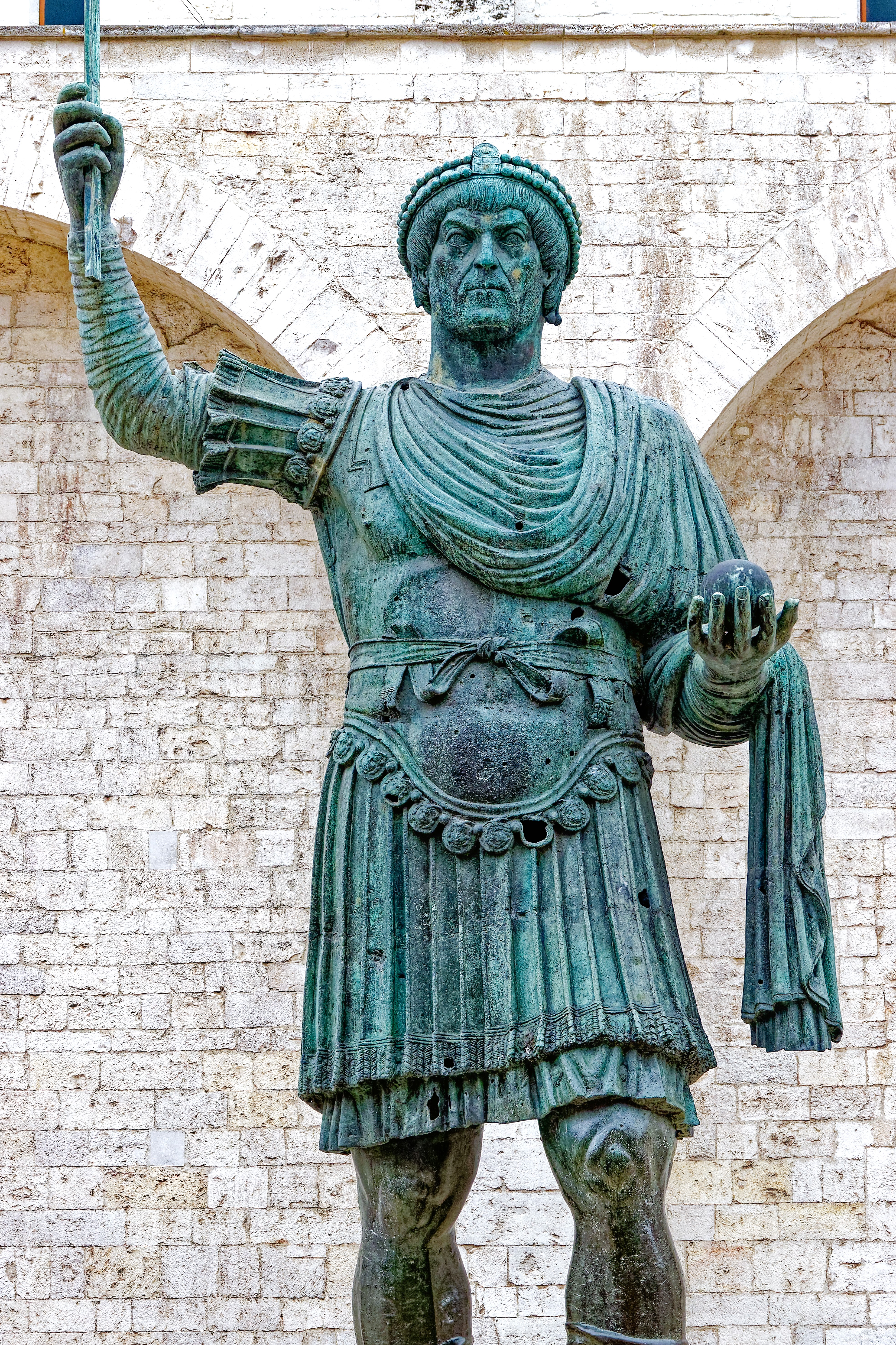
Colosso di Barletta, realizzato probabilmente a Ravenna secondo i canoni bizantini nel V secolo, e raffigurante forse Teodosio II

Testimonianze molto interessanti di sculture lapidee bizantine si trovano nelle repubbliche marinare italiane, che attraverso la navigazione erano in contatto quotidiano con i porti dell'Impero d'Oriente. A Pisa, una "taglia" bizantina (si ipotizza direttamente proveniente da Costantinopoli) istoriò (inizi XIII secolo) il portale maggiore del battistero. Ad Ancona, il Duomo conserva notevoli esempi di arte bizantina: una serie di plutei rappresentanti figure simboliche, risalenti al 1181, e un ambone istoriato. Nella stessa città, la facciata della chiesa di Santa Maria della Piazza è decorata con sculture bizantine rappresentanti la Vergine orante e l'arcangelo Gabriele.  
Se la scultura ebbe un ruolo minore, quanto meno rispetto ad altri campi, risultati altissimi, invece, vennero raggiunti nelle arti suntuarie, cioè nella lavorazione di materiali preziosi: metalli, avorio, pietre e cristalli. Le lavorazioni in metallo (reliquiari, arredi sacri) inoltre implicavano il frequente utilizzo di decorazioni in smalto, altra tecnica in cui l'arte bizantina raggiunse livelli qualitativi eccelsi. Celeberrime poi sono molte opere in avorio (come il cosiddetto Avorio Barberini, tra i più noti avori bizantini). Fu proprio nella lavorazione dell'avorio che la scultura bizantina raggiunse le sue vette. Tra le più alte lavorazioni bizantine in avorio che abbiamo in Italia si annovera la cattedra vescovile di Massimiano, a Ravenna, risalente al VI secolo.

## Bibliografia

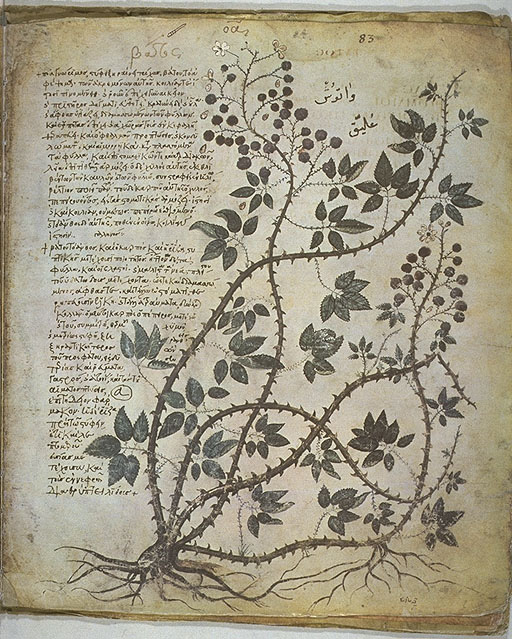
Miniatura bizantina (Dioscoride di Vienna, 512)

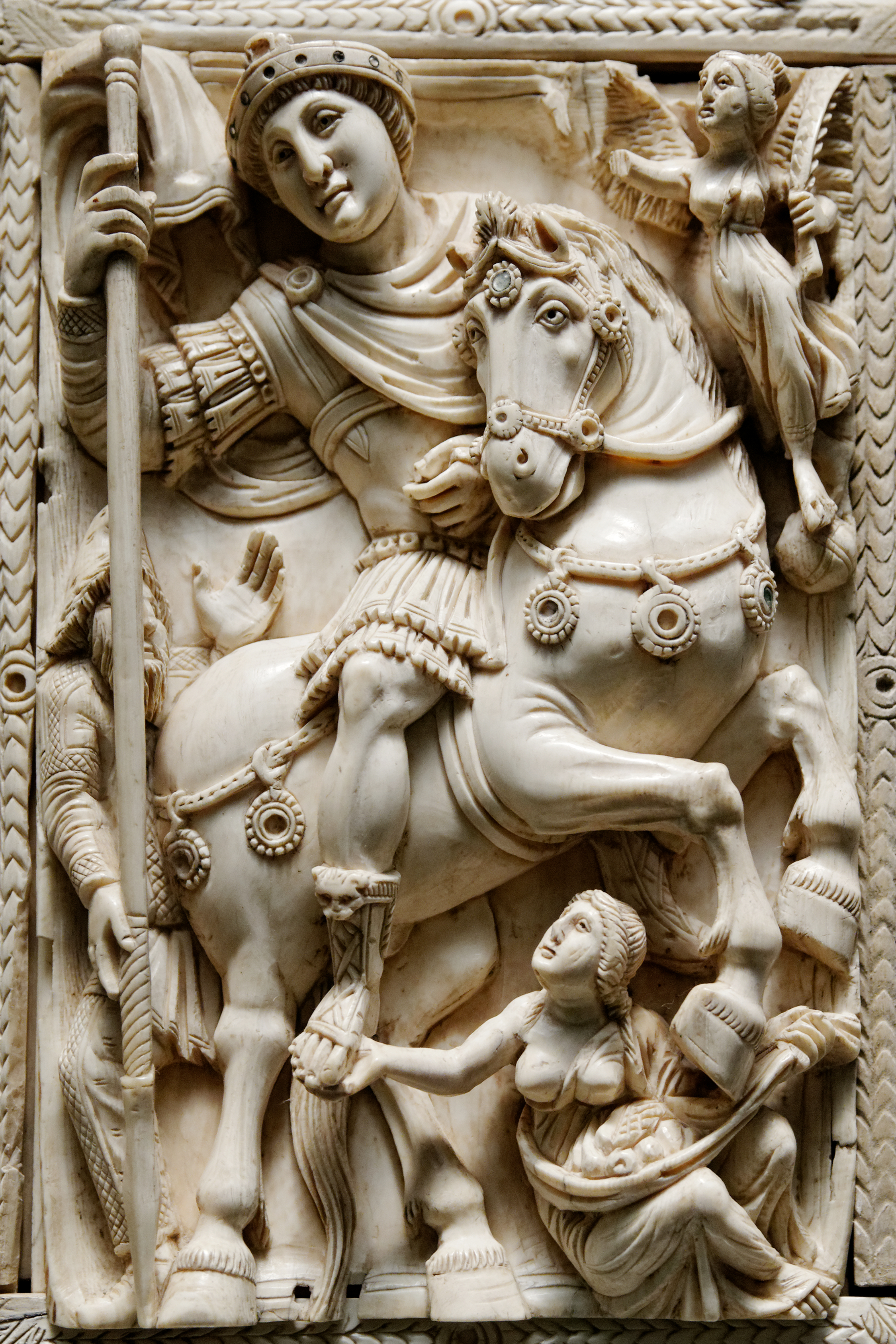
Dittico Barberini, avorio bizantino della metà del VI secolo, Museo del Louvre